# All Neat in Black Stockings
All Neat in Black Stockings ist eine 1968 von Christopher Morahan im Swinging London der Swinging Sixties gedrehte, britische Komödie, deren Protagonisten Victor Henry, Susan George und Jack Shepherd sind. Das Drehbuch beruht auf Jane Gaskells Roman "All Neat in Black Stockings", den die Autorin gemeinsam mit Hugh Whitmore für den Film eingerichtet hat. Die Filmmusik wurde von Robert Cornford komponiert, der Titelsong wurde von Jon Mark gesungen und 1969 als Single veröffentlicht.

## Handlung
Der rund 20-jährige Ginger arbeitet in London als selbständiger Fensterputzer. Er ist ein eingefleischter Schürzenjäger, der seine Bettgenossinnen mit seinem besten Freund, Dwyer, tauscht und teilt. Schon beim ersten Rendezvous mit der von ihm frisch eroberten Krankenschwester Babette flirtet Ginger mit Jill, weil deren schwarze Strümpfe sein Augenmerk erweckt haben. Nachdem er Jill und deren Freundin Carole ein Getränk spendiert hat, verlassen diese, während er mit Babette tanzt, das Pub.
Als Ginger in den folgenden Tagen zufällig Jills weniger attraktive Freundin Carole trifft, verabredet er sich mit dieser, einzig um über Carole mit Jill in Kontakt zu kommen. Als ihm dies gelingt, lässt er sich, anders als sonst, mit der Verführung bewusst Zeit, da er Jill für etwas Besonderes hält. Er hält Jill sogar überraschend die Treue, obwohl er während seiner Fensterputzer-Tätigkeit von einer Strohwitwe eine eindeutige Einladung erhält.
Old Gunge, der wegen eines Leidens stationär in jenem Krankenhaus behandelt wird, dessen Fenster Ginger unter anderem putzt, vertraut Ginger seinen Hausschlüssel an, damit sich dieser ein wenig um das Haus und die zahlreichen Haustiere (Fische, Hasen, Kaninchen, Mäuse, Vögel etc.) kümmere. Allerdings quartiert Ginger seine hochschwangere Schwester, Sis, deren Ehemann, Issur, und dessen Geliebte, Jocasta, in Gunges Haus ein.
Als Ginger Gunges Haus als Ort nützen will, um erstmals mit (der von ihm betrunken gemachten) Jill zu schlafen, platzt er in eine wilde Party, die von Issur veranstaltet wurde. Er will die Party beenden und die unerwünschten Gäste, die das Haus verwüsten, entfernen, weshalb er den gleichfalls anwesenden Dwyer bittet, sich um Jill zu kümmern, was dieser dahingehend missversteht, dass er diese mit Gingers Einverständnis verführen solle, was geschieht und Dwyer und Jill Gewissensbisse bereitet.
Als Gunge früher als erwartet von seinem Spitalsaufenthalt zurückgekehrt, findet er sein Haus und dessen Inventar von der Party verwüstet vor, erlaubt aber Gingers Schwester Sis, die von ihrem Mann wegen dessen Geliebter verlassen wurde, als Haushälterin zu bleiben.
Weniger Glück hat Jill, die Ginger nach mehrwöchiger Trennung informiert, dass sie von Dwyer schwanger ist. Ginger, der sich an ihren anderen Umständen mitschuldig fühlt, heiratet sie und sucht eine gemeinsame Wohnung, doch Jill möchte, dass sie im gemeinsamen Haushalt mit ihrer verwitweten Mutter leben. Während Jill wegen ihrer Niederkunft im Spital ist, kommt Ginger sturzbetrunken nach Hause, wo er im Bett seiner sexuell ausgehungerten Schwiegermutter landet, was die weitere Beziehung zu Jill belastet, der er erstmals offen vorwirft, dass ihr Kind von Dwyer stammt.
Die Schlussszene zeigt Ginger, wie er beim mittäglichen Lokalbesuch mit einer Kellnerin flirtet, deren schwarze Strümpfe seine Aufmerksamkeit erregen.

## Hintergrund

### Kinostart
Der Film startete im April 1969 in London und am 17. September 1969 in New York.
Die beiden Hauptdarsteller, Victor Henry und Susan George, sind übrigens schon 1967 in Michael Reevess Film Im Banne des Dr. Monserrat (The Sorcerers) gemeinsam aufgetreten. Victor Henrys Karriere ging wenig später zu Ende, als er als Opfer eines Unfalles in ein jahrelanges Koma fiel, aus dem er bis zu seinem Tod im Jahr 1985 nicht mehr erwachen sollte.

## Filmmusik
Die jazzige Filmmusik wurde von Robert Cornford mit Solopassagen für den britischen Jazzmusiker Tony Coe sowie den kanadischen Jazz-Trompeter und Flügelhornisten Kenny Wheeler komponiert. Im Titelsong vertonte Robert Cornford einen Text von Terry Delaney, der vom Folkrockmusiker Jon Mark gesungen und 1969 als Single veröffentlicht wurde.

## Veröffentlichung
Eine restaurierte Fassung von All Neat in Black Stockings wurde im Jänner 2014 von "Network Distributing Ltd" veröffentlicht.